# 並列分散処理
並列分散処理（へいれつぶんさんしょり、英:  parallel distributed processing , PDP）とは、認知科学における人間をコンピューターのような記号処理系とみなす指導原理の下、遅くて不正確なハードウェアである「脳」を持つ人間が無意識下で行っているとされる情報処理方式、特にそのモデル（PDPモデル）を言う。
人間の認知を解明する認知科学において、情報の並列分散処理を論ずることが心の働きを理解するに不可欠であるとするコネクショニズムの登場と共に提案された。パーセプトロン、ニューラルネットワークの推論モデルである。

## 概要
ギュスターヴ・ル・ボンが『群集心理』で述べたように、あらゆる個人が、種々な影響を受けて一時にせよ集合すると、その種族本来の性質とされるものとは大いに相違する新たな性質、集団精神が現れる。文明の変遷に先立って現れる大動乱の前後では、民衆の思想には深刻な変化が発見されるとも言われるが、ことに人間の歴史において人間の思想、心の働きの変化は重要な役割を果たす人類にとって普遍の関心事である。
認知科学はその人間の心の働きを解明しようという科学であり、1950年代にアメリカで成立した。心の働きをコンピュータプログラムの形で表せば科学としての研究の基盤である客観性と再現性を保証できることから、認知科学はその当時発展しつつあったコンピュータをその存立基盤に持ち、指導原理を「人間もコンピューターも記号を処理する機械である」としたことから、人工知能と歩みを共にすることとなった。
並列分散処理（parallel distributed processing）は、人間の知性を実現させている脳神経系における情報処理の仕組みを見直すことで、脳の情報処理の特徴である、複数の処理ユニット（＝神経細胞）が同時並行的に働いていることに注目した研究者グループによって研究が始められ、1986年にグループの代表的研究者であったデビッド・ラメルハートとジェームズ・マクレランドによる『並列分散処理論』（Parallel Distributed Processing: 邦訳書は『PDPモデル』）としてまとめられた。
直列集中処理との違いは、処理様式だけでなく、離散的な記号処理を行うか否かという点にも見られる。コンピュータをモデルとする直列集中処理モデルにおいては、人間の認知現象をデジタルな記号処理によって説明しようとする。一方、脳神経系をモデルとする並列分散処理モデルでは、情報をアナログなまま処理するため、記号の存在を仮定する必要がない。こうした点に注目し、言語の使用など記号処理を伴う高次の認知プロセスのモデルには直列集中処理モデルが、顔の識別など記号処理を伴わない低次の認知プロセスのモデルには並列分散処理モデルが適しているという主張もなされる。

## 一般的枠組み

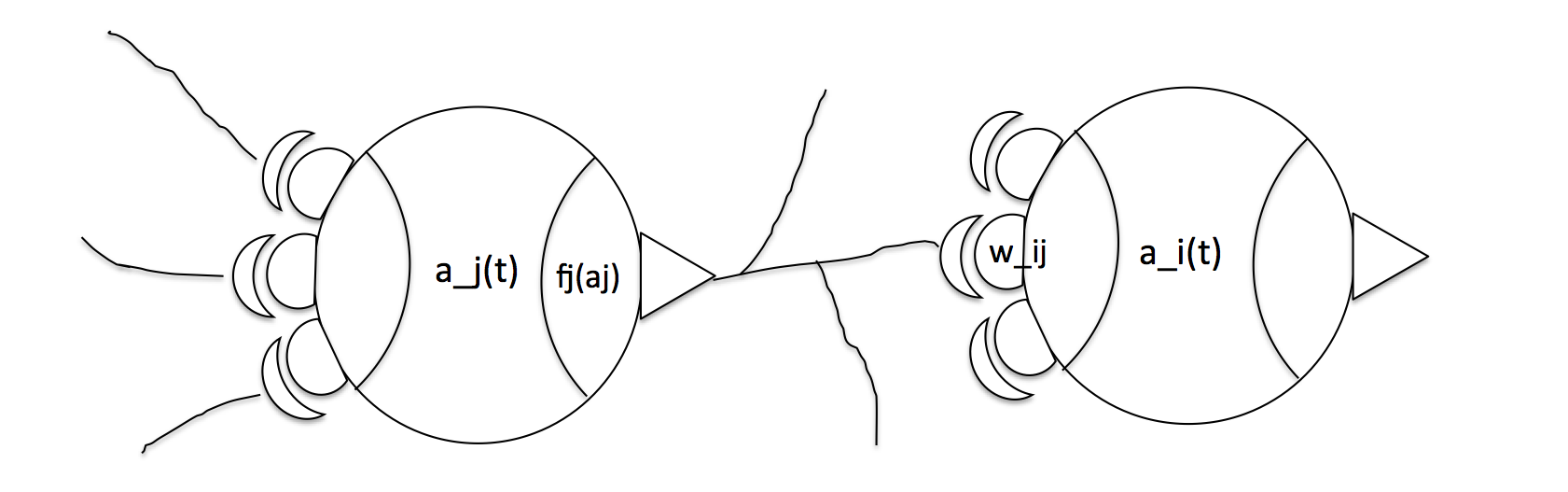
一般的PDPモデルの図。PDPモデル p.50 からの翻案

並列分散処理モデル（Parallel Distributed Processing model; PDPモデル）は、主要な次の８つの要素から構成される。
1. 処理ユニットの集合 uj
2. 各時刻 t におけるユニットの活性化の状態 aj(t)
3. 各ユニットの「出力関数」 fj
4. ユニット間の結合度のパターンである「結合荷重」 wjk
5. ネットワークによって活動パターンを伝播させるための「伝播規則」
6. 一つのユニットの新しい活性化レベルを算出するために、そのユニットの入力と現在の活動状態とを結び合わせる「活性化規則」
7. 結合度パターンが経験によって変化するための「学習規則」
8. システムが動作する環境